# 李森特 (伊利諾伊州)
李森特（英語：Lee Center）是位於美國伊利諾伊州李縣的一個非建制地區。該地的面積和人口皆未知。

## 地理
李森特的座標為41°44′51″N 89°16′43″W / 41.74750°N 89.27861°W，而該地的平均海拔高度為242米（即794英尺）。